# The Domino’s
The Domino’s – belgijski zespół muzyczny grający muzykę rock'n'roll, rockową, R&B i jazzowo-swingową założony w 1980 roku. 

## Członkowie zespołu
W skład grupy wchodzą:
- Patrick Ouchène – śpiew, gitara
- Marco Alvarez – śpiew, perkusja, wokal wspierający
- Lenn Dauphin – kontrabas, wokal wspierający
- Eric Morel – saksofon

## Historia zespołu
Zespół powstał w 1980 roku. W 1990 roku nagrał swój pierwszy album studyjny zatytułowany The Domino’s. Dwa lata później ukazał się ich druga płyta długogrająca zatytułowana Je Suis Swing, z którego tytułowy singiel trafił do pierwszej dziesiątki list przebojów we Francji. W 1996 roku premierę miał kolejny krążek zespołu zatytułowany Gotta Get Out. 
Grupa wystąpiła we francuskich programach rozrywkowych Michela Druckera, Jean-Pierre’a Foucaulta i Pascala Sevrana, a podczas jednego z nich zaśpiewali piosenkę „C’est à Paris” w duecie z Charlesem Azavourem. Zagrała wiele koncertów w klubach muzycznych oraz podczas festiwali, podczas których na scenie towarzyszyli jej m.in. Johnny Clegg, Blues Brothers Band, Wynton Marsalis, Michel Legrand, Claude Nougaro, Maurane, Arno oraz Louisiana Red.

## Dyskografia

### Albumy studyjne
- The Domino’s (1990)
- Je Suis Swing (1992)
- Gotta Get Out (1996)

### Single
- 1991 – „Je Suis Swing”
- 1996 – „Sad & Broken”